# Perynea subrosea
Perynea subrosea là một loài bướm đêm trong họ Noctuidae.